# 커스터의 복수
커스터의 복수(Custer's Revenge)는 아메리칸 멀티플 인더스트리스가 아타리 2600용으로 배급하고, 1982년 11월 첫 출시된 성인용 액션 게임이다. 이 게임은 미국의 원주민 여성을 강간하는 것이 목표여서 악명이 높았다.
플레이어 캐릭터는 리틀빅혼 전투에서 패배하여 사망한 미국의 유명한 지휘관 조지 암스트롱 커스터에 기반을 둔다.

## 같이 보기
- 레이프레이